# Nevelvlekbok
De nevelvlekbok (Leiopus nebulosus) is een keversoort uit de familie van de boktorren (Cerambycidae). De wetenschappelijke naam van de soort is als Cerambyx nebulosus gepubliceerd in 1758 door Linnaeus in de tiende editie van Systema naturae.
In 2009 is door Wallin, Nylander en Kvamme een nieuwe soortbeschrijving gepubliceerd en een neotype vastgelegd, omdat het typemateriaal verloren was gegaan.
De kever wordt 5,2 tot 8,8 millimeter lang bij de mannetjes en 5,9 tot 9,0 millimeter bij de vrouwtjes. De soort lijkt sterk op Leiopus linnei, maar is daarvan met genitaalonderzoek te onderscheiden.